# 小行星2312
小行星2312（2312 Duboshin）是一颗绕太阳运转的小行星，为主小行星带小行星。该小行星于1976年4月1日发现。
該小行星以蘇聯天文學家格奥爾基·尼古拉耶維奇·杜博欣（Georgii Nikolaevich Duboshin）命名。

## 轨道参数
小行星2312的轨道半长轴为3.9751767 UA，离心率为0.146。